# Ким Джэ Гю
Ким Джэ Гю (кор. 김재규, 1926—1980) — южнокорейский государственный деятель, директор Корейского Центрального разведывательного управления в 1976—1979 годах. Известен тем, что 26 октября 1979 года застрелил президента Республики Корея Пак Чон Хи. Казнён по приговору суда.

## Биография
Родился 6 марта 1926 в пригороде г. Куми (Корея, Японская империя). Окончил сельскохозяйственную и лесную среднюю школу в Андоне, сельскохозяйственный колледж в Тэгу, был выбран в качестве стажёра для программы лётной подготовки ВМС Японии, прошёл подготовку летчика-истребителя, однако взял на себя ответственность за несчастный случай со смертельным исходом во время службы и был уволен с должности. Работал учителем в школе.
После освобождения страны в 1945 поступил в Академию национальной гвардии Чосон (ныне 2-я Военная академия) и с отличием окончил её в декабре 1946, в одном выпуске с будущим президентом Пак Чон Хи, позже окончил пехотную школу, артиллерийское училище сухопутных войск, военно-инженерную школу и Военный университет Республики Корея.
Окончил Ханьянский университет (факультет промышленной инженерии и Высшая школа политических наук и международных отношений, магистр технических наук, магистр политических наук) в Сеуле. Окончил аспирантуру Ханьянского университета в 1970.
С 1954 был командиром полка и по совместительству (до 1957) вице-президентом военного колледжа.
В 1961 остался в стороне от военного переворота 16 мая и вскоре по подозрению в нелояльности к новой власти заключён в тюрьму, однако всего через несколько недель выпущен по личному распоряжению Пак Чон Хи. В 1963 назначен командующим 6-й пехотной дивизией. В 1964 под его руководством с применением силы были подавлены студенческие протесты в Сеуле. В 1966 вновь был повышен в должности, заняв пост командующего 6-м военным округом. В 1968 возглавил армейское управление собственной безопасности, а в 1971 был назначен командующим 3-й группой армий.
В то же самое время Ким Джэ Гю фактически стал одним из соратников президента Пака, войдя в его ближайшее окружение. На президентских выборах 1971 года был в числе советников Пака по избирательной кампании. Именно он посоветовал Паку заявить избирателям, что это будет его последний срок.
В октябре 1972 Пак Чон Хи объявил чрезвычайное положение в стране, распустил Национальное собрание и запретил любую оппозиционную политическую деятельность в стране. В то время Ким Джэ Гю находился в должности командующего 3-й группой армий и руководил арестами многих оппозиционеров на подконтрольной ему территории. По словам сослуживцев, в тот период из активного сторонника президента Пак Чон Хи начал постепенно превращаться в его противника, не скрывая недовольство поправками и подавлением оппозиционного движения. В 1973, в соответствии с новой конституцией был назначен членом Национального собрания.
С 14 сентября 1974 по 14 февраля 1976 был министром строительства.
C 1976 года Ким Джэ Гю возглавлял КЦРУ.
Имел прозвище Доксан (德山).

### Убийство Пак Чон Хи
В 1979 году руководитель оппозиционной Новой демократической партии Ким Ён Сам назвал президента Пак Чон Хи фашистом, за что был исключен из Национальной Ассамблеи. Это противозаконное действие вызвало массовые демонстрации в Пусане, родном городе Ким Ён Сама. 18 октября в этом городе ввели военное положение.
После 7 часов вечера, 26 октября 1979 года на территории Голубого дома (резиденции президента) начался приватный ужин, на котором, кроме Пак Чон Хи и Ким Джэ Гю, присутствовали начальник личной охраны президента Ча Чи Чхоль и руководитель секретариата аппарата президента Ким Ге Вон. Развлекала президента и его окружение известная певица Шим Су Бон под гитарный аккомпанемент Шим Дже Сун. Ранее Ким Джэ Гю отклонил предложение Ча Чи Чхоля о расстреле демонстраций десантниками, после чего президент во время ужина устроил разнос главе ЦРУ в присутствии третьих лиц, упрекнув его в снисходительности к демонстрантам и неспособности его ведомства справиться с протестами, критика президента в адрес Ким Дже Гю была всецело поддержана Ча Чи Чхолем, предложившим в свою очередь «давить протестующих танками».
Ким Джэ Гю покинул помещение, поднялся на второй этаж Голубого дома в свои личные апартаменты, где взял из сейфа служебный пистолет Walther PPK и положил его в карман брюк. Спустившись вниз приблизительно через 15 минут, он приказал своим телохранителям во главе с полковником Пак Хын Чжу (ранее осведомленным о плане убийства президента Пака) открыть огонь по телохранителям президента, как только они услышат выстрелы в зале, где проходит ужин. Убедившись в том, что его люди готовы, Ким Дже Гю вернулся в помещение, и спустя несколько минут, около 19:41 по местному времени, с криком «Как вы можете держать в советниках столь недостойного червяка?!» резко выключил свет в помещении, и выстрелил в упор сначала в Ча Чи Чхоля, а потом и в Пак Чон Хи. Ча Чи Чхолю пуля попала в правое плечо, а президенту Паку в грудь. Сразу же после этого, Ча Чи вскочил, и попытался убежать в примыкающую к банкетной комнате уборную, а у пытавшегося стрелять ему вслед Ким Джэ Гю заклинило пистолет, в результате чего тот на короткий промежуток времени вышел из помещения, чтобы взять оружие одного из своих телохранителей — Пак Сон Хо. В то же самое время, когда Ким Дже Гю открыл огонь в банкетном зале, Пак Сон Хо взял на прицел начальника охраны президента Пака — Ан Чже Сона и его телохранителя Чон Ин Хёна в соседнем помещении, Сон Хо приказал им поднять руки, желая избежать кровопролития, однако Ан Чже Сон попытался выхватить из кобуры пистолет и тотчас же был застрелен вместе с Чон Ин Хёном. В те же секунды Пак Хын Чжу с тремя телохранителями Ён Сен Оком, Ли Ки Джу и Ким Та Воном расстреляли двух не ожидавших нападения телохранителей президента в столовой для персонала.
Забрав у Пак Сон Хо револьвер Smith & Wesson Model 36, Ким Дже Гю вернулся в банкетный зал, где добил выстрелами в живот и голову Ча Чи Чхоля, и выстрелом в голову Пак Чон Хи, который после первого ранения, несмотря на то что остался в сознании, несколько раз повторил «Со мной все в порядке!», впал в шоковое состояние и не предпринял никаких попыток спастись, пока Дже Гю покидал помещение. В суматохе Шим Су Бон, Шим Дже Сун и Ким Ге Вону удалось избежать ранений и спастись бегством. Вся стрельба длилась 3-4 минуты, Ким Дже Гю и его приближённые произвели порядка 20 выстрелов.
После этого Ким Джэ Гю связался с начальником штаба армии, сообщив ему о нападении и гибели президента. Скрыв информацию о своем участии в этом, Ким Дже Гю предложил тому приехать в здание штаб-квартиры ЦРУ и ввести оттуда военное положение. Однако начальник штаба решил провести совещание у себя в здании Генерального Штаба Сухопутных войск. Ким Джэ Гю также приехал туда, чтоб принять участие в совещании, по-прежнему не афишируя, то, что президента убил именно он, но вскоре там же появился Ким Ге Вон, который и сообщил подробности случившегося. Директора ЦРУ тут же арестовали около 0:40 часов 27 октября, всего через пять часов после совершения им убийства Пак Чон Хи..

### Суд и казнь
Суд над Ким Джэ Гю начался в декабре 1979 года. Кроме Ким Джэ Гю судили его семь приближённых и телохранителей. Ким Джэ Гю пытался оправдать свои действия «чувствами патриотизма» и заявлением, что президент Пак пренебрегал демократическими ценностями.

В своём заключительном слове он сказал:
«Если рассказывать о цели моей революции 26 октября, то есть пять положений. Во-первых, восстановить либеральную демократию. Во-вторых, предотвратить новые жертвы со стороны народа этой страны. В-третьих, не допустить, чтобы наша страна попала под красные флаги. В-четвертых, отношения с Соединенными Штатами, нашим кровным союзником, находятся в худшем состоянии с момента основания страны, поэтому предполагалось полностью восстановить эти отношения, установить более тесные отношения и продвигать национальные интересы посредством более активного сотрудничества, включая национальную оборону, дипломатические и экономические дела. И в-пятых, на международном уровне у нас плохой имидж диктатуры. Надо было смыть это и восстановить честь народа и нации этой страны в международном сообществе. Эти пять положений и были целями моей революции.»
28 января 1980 года приговорён к смертной казни с формулировкой «за убийство главы государства с целью совершения государственного переворота и единоличного захвата власти». После того, как приговор был подтвержден вышестоящими судебными инстанциями, он был повешен 24 мая того же года в Сеульской тюрьме.
Его образ несколько раз отражён в кинематографе, в частности, Ли Бён Хоном в фильме «Тот, кто рядом» (남산의 부장들).